# Convergence syndicale
Convergencia Sindical (CS - Convergence syndicale) est une confédération syndicale du Panama. Elle est affiliée à la Confédération syndicale internationale et à la Confédération syndicale des travailleurs et travailleuses des Amériques.